# Siège D'Ieteren
 (juillet 2025).
Le Siège D'Ieteren abrite une société d’importation, de distribution et de location de véhicules du groupe Volkswagen. Ce complexe se situe dans la commune d’Ixelles en Belgique, plus spécifiquement dans le quadrilatère formé par les rues du Mail, Américaine, de Tenbosch et du Prévôt.

## Description
Le complexe D'Ieteren est formé d’un immeuble de bureaux et de commerces, d’un immeuble industriel, d’ateliers d’entretien de voitures et d’un parking. 
 
L'immeuble du siège D'ieteren, situé rue du Mail, est composé de bureaux et de commerces. L’immeuble industriel, situé rue Américaine, à l’origine construit par Fernand Baudoux va être agrandi vers la place Albert Leemans par René Stapels. Côté Rue du Prévôt, la création d’un parking en sous-sol, d’un parking suspendu, d’une rue intérieure et la rénovation des ateliers d’entretien des voitures seront orchestrés par René Stapels en 1969.
Ce complexe est de style architectural moderniste de tendance fonctionnaliste. Il est imposant et hors proportions par rapport aux maisons Ixelloises néoclassiques voisines.

## Historique du siège D'Ieteren

### Architectes
Entre 1962 et 1967, René Stapels (21 juin 1922-19 février 2012), assisté des architectes Robert Bardinet, B. Lefèvre-Feragen, Lemaître et Jamar, construit l’immeuble du siège social de la société automobile D'Ieteren. René (Joseph Alfonse) Stapels est un architecte fonctionnaliste belge de l’après-guerre diplômé des instituts Saint-Luc de Bruxelles en 1945. Il est principalement connu pour avoir réalisé le siège de la Royale Belge à Watermael-Boitsfort et pour la réalisation des tours du World Trade Center (Bruxelles). À Ixelles, René Stapels a également réalisé deux immeubles-barres résidentiels avenue d’Italie no 45.

### Historique
Jean Joseph d’Ieteren (1785-1832), lancé dans le métier de charron et dans la fabrication de roues, fonde sa propre entreprise en 1805. La société d’Ieteren est reprise en 1878 par ses petits fils, Alfred et Émile. Ils sont parmi les premiers à produire des carrosseries pour véhicule à moteur. Ils se lancent ensuite dans la distribution en Belgique de marques de voitures connues : Volkswagen, Audi, Seat, Škoda, Bentley, Lamborghini, Bugatti, Porsche et Yamaha. D’Ieteren a aussi étendu ses activités dans des domaines non liés à la voiture grâce à l’acquisition de la marque Moleskine, reconnue dans le monde entier.
Installée Rue du Mail à Ixelles en 1906 et reconvertie dans la construction automobile, la société automobile D’Ieteren va connaître une expansion remarquable durant l’après-guerre de la 1re Guerre mondiale, notamment en développant la coccinelle. C’est dans ce contexte, de 1962 à 1967, que la société va ériger un nouvel immeuble. Ambitieux et moderniste, Lucien D’Ieteren (1880-1966) veut « un bâtiment qui ne soit pas qu’un témoignage de son temps, mais qui se projette dans l’avenir ». Selon lui, « anticipation, initiative, dynamisme (…) sont des qualités qui ne s’affirment qu’en s’écartant des sentiers battus et qui (…) procurent la joie des grandes réalisations. ».
Ce nouvel immeuble va accueillir de nouvelles installations pour y abriter leurs activités de carrosserie. Au fil du temps, l’affaire prospère, les ateliers subissent de profondes modifications et les bâtiments s’agrandissent par phases successives.

## Description architecturale
Le bâtiment est scindé horizontalement en deux parties. La première partie d’environ 40 m sur 140 m s’élève sur quatre niveaux. Elle comprend le rez-de-chaussée, deux niveaux de sous-sols et un niveau de parking dont l’accès est prévu par une rampe extérieure. Cet immeuble contient des locaux techniques, les salons d’exposition, l’atelier (situé Rue du Mail) et le parking. Les niveaux du rez-de-chaussée possèdent 3 entrées et ont été décalées pour suivre la pente de la voirie. Cet immeuble est constitué d’une ossature mixte (béton et acier) d’une part et de poutres préfléchies selon le système Préflex avec plancher en béton armé d’autre part. La façade de l’atelier, entièrement vitrée, est rythmée par la présence de colonnes en acier qui reposent sur la rue. Ces nombreuses colonnes présentes sur la Rue du mail diminuent considérablement rue Américaine, le rythme est cassé. Sur cette rue, la façade est divisée en deux parties. La première, celle de l'atelier, est transparente, et la deuxième partie possède un jeu de vitres. Elle est quadrillée de rectangles en longueur avec une alternance de verres translucides et de verres opaques. Reposant sur pilotis, la superstructure semble flotter au-dessus d’un parking aménagé sur le toit de la partie inférieure. Afin de libérer les salons d’exposition de toute ossature, les plateaux sont entièrement suspendus aux poutres du rez-de-chaussée.
La deuxième partie de l’immeuble s’élève sur cinq niveaux. Les façades sont de types mur-rideau formés d’une série de montants verticaux en aluminium. Ces montants verticaux sont suspendus à l’ossature du plancher du cinquième étage. Les allèges et linteaux sont formés par un panneau extérieur en verre émaillé. Deux exceptions dans ces façades se trouvent au niveau des colonnes sur lesquelles reposent cet immeuble. 

À l’intérieur, la structure métallique (ossature, plancher et toiture) en forme de parallélépipède rectangle repose, par l’intermédiaire de colonnes métalliques, sur un plateau surélevé et aménagé en parking ; cette terrasse constitue le toit du bâtiment inférieur. Ce bâtiment est essentiellement destiné à l’usage de bureaux.